# Chronicles (Steve Winwood)
Chronicles is het tweede verzamelalbum van de Amerikaanse singer-songwriter Steve Winwood. Het is het eerste album waarop muziek van Winwood als soloartiest werd verzameld. Het werd in november 1987 door Island Records uitgegeven. Winwood bereikte met dit album de 26ste plaats in de Billboard 200, de negentiende plaats in de Nieuw-Zeelandse hitlijst en de twaalfde plaats in de UK Albums Chart. Chronicles werd in de Verenigde Staten met platina bekroond.

## Nummers
Alle liedjes zijn geschreven door Winwood en Will Jennings, tenzij anders aangegeven.
1. "Wake Me Up On Judgment Day" - 5:47
2. "While You See a Chance" - 5:09
3. "Vacant Chair" (remix) (Steve Winwood, Vivian Stanshall) - 6:49
4. "Help Me Angel" (remix) - 4:57
5. "My Love's Leavin'" (Winwood, Stanshall) - 5:19
6. "Valerie" (remix) - 4:05
7. "Arc of a Diver" (Winwood, Stanshall) - 5:28
8. "Higher love" - 5:47
9. "Spanish Dancer" - 5:58
10. "Talking Back to the Night" (remix) - 5:44